# Marosludas
Marosludas (románul: Luduș, régebb Ludoșul de Mureș, németül: Ludasch) város Romániában, Erdélyben, Maros megyében. Közigazgatásilag Andrássytelep, Csorga, Csorgó, Eckentelep, Marosgezse és Mezőalbisitelep települések tartoznak hozzá.

## Fekvése
Marosludas a Maros megye nyugati részén helyezkedik el, a Maros két partján húzódik végig, a Mezőségi-patak és a Maros egybefolyásánál, Nagysármás - Kissármás útkereszteződésnél, 45 km-re Marosvásárhelytől, 12 km-re Radnóttól, 26 km-re Tordától és 40 km-re Nagysármástól. A város a Marosvásárhely - Székelykocsárd és Marosvásárhely - Nagysármás - Beszterce vasútvonalakon fekszik.
A "cukor városa" vidéki kistelepülésből rohamosan várossá alakult. A régi lakótelep a Maros jobb partján fekszik, a meredek dombok közelében. Az új negyedben, a Maros bal partján, található a közigazgatási központ, a kórház, a szakorvosi rendelőintézet, az ipari líceum, a művelődési otthon, az új postahivatal, a cukorgyár, a tejgyár, len- és kenderfeldolgozó üzem.

## Története
1333-ban Ludas néven említik először. 1960-ban nyilvánították várossá. A Marosludashoz tartozó Marosgezse településről már az 1366-os évekből vannak feljegyzések. Az egykor magyar többségű település központjában a magyar történelmi egyházak templomai, a református és római katolikus templomok mellett egy capitoliumi farkas szobor is áll. A szobrot a trianoni békeszerződés után emelték. A trianoni békeszerződésig Torda-Aranyos vármegye Marosludasi járásához tartozott.

## Lakossága
1910-ben 4632 lakosából 3116 magyar, 1385 román volt.
1992-ben 16 000 lakosából 11 550 román, 3913 magyar, 523 cigány, 14 német volt.
A 2002-es népszámlálás adatai szerint a nemzetiségi megoszlás a következő:
- románok – 12 190 (69,66%)
- magyarok – 4414 (25,22%)
- cigányok – 857 (4,89%)
- egyéb nemzetiség – 36 (0,23%)

Összesen: – 17 497 (100%)
A 2011-es népszámlálás adatai szerint a nemzetiségi megoszlás a következő:
- románok – 10 108 (65,94%)
- magyarok – 3557 (23,20%)
- cigányok – 964 (6,28%)
- egyéb nemzetiség - 10
- nincs információ – 681 (4,44%)

Összesen: – 15 328 (100%)
| · Marosludas lakossága nemzetiség szerint Románok (65,94%) Magyarok (23,2%) Cigányok (6,28%) Ismeretlen (4,44%) Más nemzetiség (0,11%) | · Marosludas lakossága vallási felekezet szerint Ortodox (64,68%) Római katolikus (5,34%) Református (16,96%) Pünkösdista (2,02%) Görögkatolikus (3,31%) Adventista (1,14%) Jehova tanúi (1,12%) Ismeretlen (4,66%) Más felekezet (0,72%) |  |

## Látnivalók
- Bánffy-kastély
- Református templom
- Római katolikus templom
- Petőfi-szobor (Simon Attila alkotása)[8]

## Kultúra

### Kulturális szervezetek
- Marosludasi Református Egyházközség Vegyeskara
- Petrőczi Kata Szidónia Közművelődési Egyesület[9]

## Híres emberek
- Itt született 1895. május 7-én Soós István jogi szakíró, Nagyvárad polgármestere 1940–1944 közt.
- Itt született 1897. július 15-én Krausz László tervezőmérnök, műszaki szakíró.
- Itt született 1898. március 9-én Incze Antal magyar orvos, országgyűlési képviselő.
- Itt született 1934. július 19-én Zágoni Albu Zoltán református lelkész, egyházi író.
- Itt született 1946. június 29-én Szekeres Adél történész.

## Képek

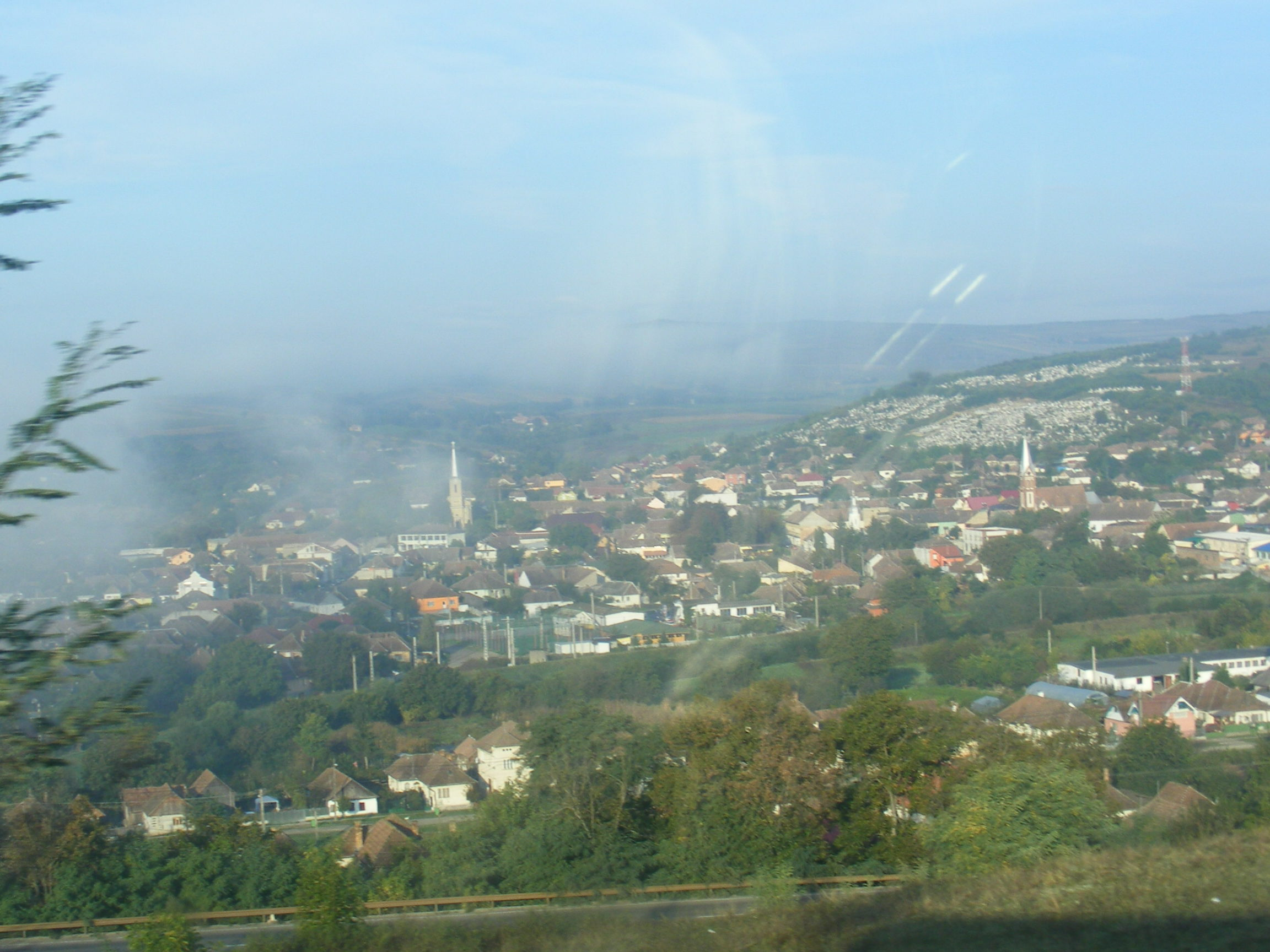
A város látképe
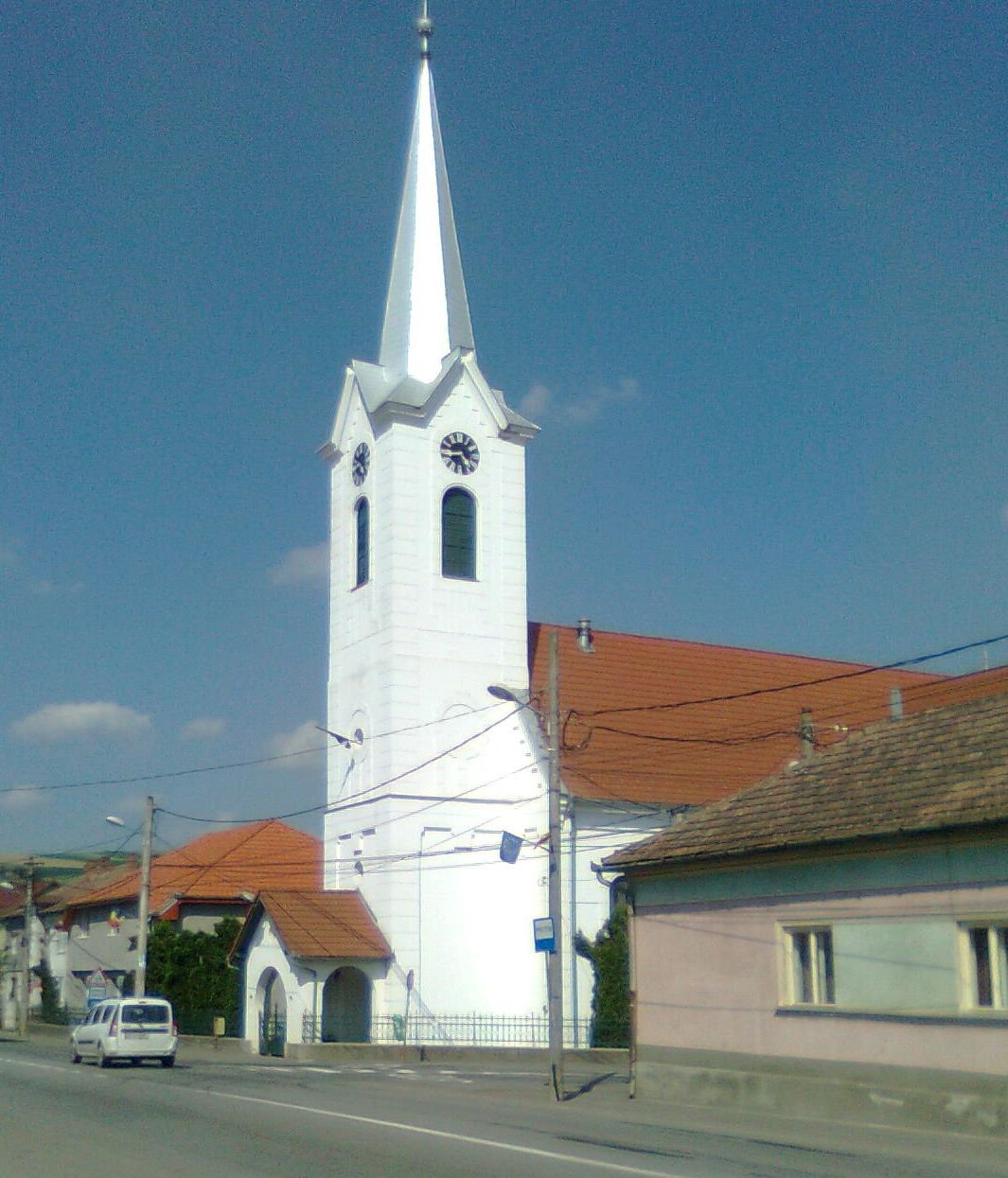
Alpár Ignác tervezte református temploma (1888)
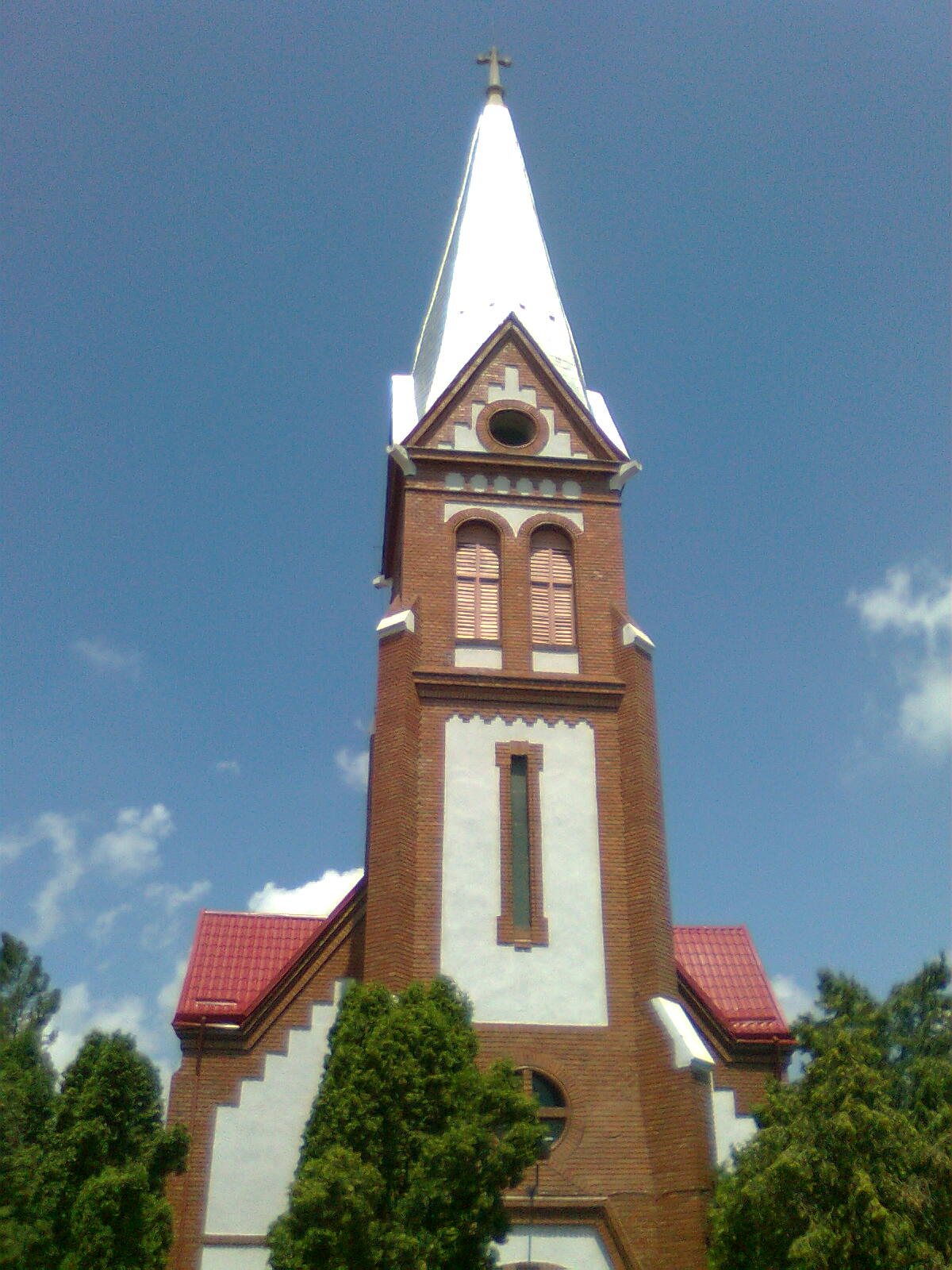
Katolikus temploma